# Света Богородица Пречиста (Злести)
„Въведение Богородично“ или „Света Богородица Пречиста“ (на македонска литературна норма: „Света Богородица Пречиста“) е раннохристиянска и средновековна базилика край охридското село Злести, Северна Македония.

## Местоположение
Останките на църквата са в местността Ращани, западно от Злести. Край нея в 2000 - 2009 година е изграден Злестинският манастир „Рождество Богородично“.

## История
В средновековието е върху раннохристиянската базилика е изградена триконхална църква, която е от времето на Климент Охридски и Наум Преславски.
Обявена е за паметник на културата.

## Архитектура
Църквата е триконхална, с нартекс и екзонартхекс, както и две по-малки помещения - пристройки, разположени северозападно от северната и югозападно от южната конха. Най-голямата дължина на църквата е 17 метра, а ширината е 9 метра. Изградена е от ломен камък и варов хоросан, на отделни места с тухли. Ширината на зидовете е 0,90 метра, а най-голямото запазена височина е 2 метра на северната пристройка.
В зидовете във вътрешността на църквата има много мраморни сполии - бази с орнаменти, фрагменти от стълбове, мраморен праг. Сред тях има нечетлив надпис. Сполиите показват, че църквата е издигната върху раннохристиянска базилика. На югозапад от църквата има големи каменни плочи от гробни конструкции с ориентация изток-запад. Находките се съхраняват в Института и музей в Охрид.